# Chiesa di San Martino Vescovo (Bedonia)
La chiesa di San Martino Vescovo è un luogo di culto cattolico dalle forme neoclassiche situato a Montarsiccio, frazione di Bedonia, in provincia di Parma e diocesi di Piacenza-Bobbio; è sede di una parrocchia compresa nel vicariato della Val Taro e Val Ceno.

## Storia
Il luogo di culto originario fu edificato in epoca medievale; risale al 1026 la più antica testimonianza della sua esistenza.
Nel XIII secolo la chiesa fu menzionata quale cappella dipendente dalla pieve di Bedonia.
Nel 1298 fu sepolto nel tempio, posto in prossimità del castello di Montarsiccio, il conte Ubertino Landi.
Tra la fine del XVIII secolo e l'inizio del XIX il luogo di culto fu completamente ricostruito in stile neoclassico.
Nel 1927, in occasione di alcuni scavi, fu rinvenuta nella chiesa la tomba di Ubertino Landi, contenente, oltre allo scheletro, un cinturone in pelle e uno stiletto con manico in osso intarsiato.
Intorno al 1979 la navata e le cappelle furono decorate con affreschi dal pittore Gino Triglia.

## Descrizione

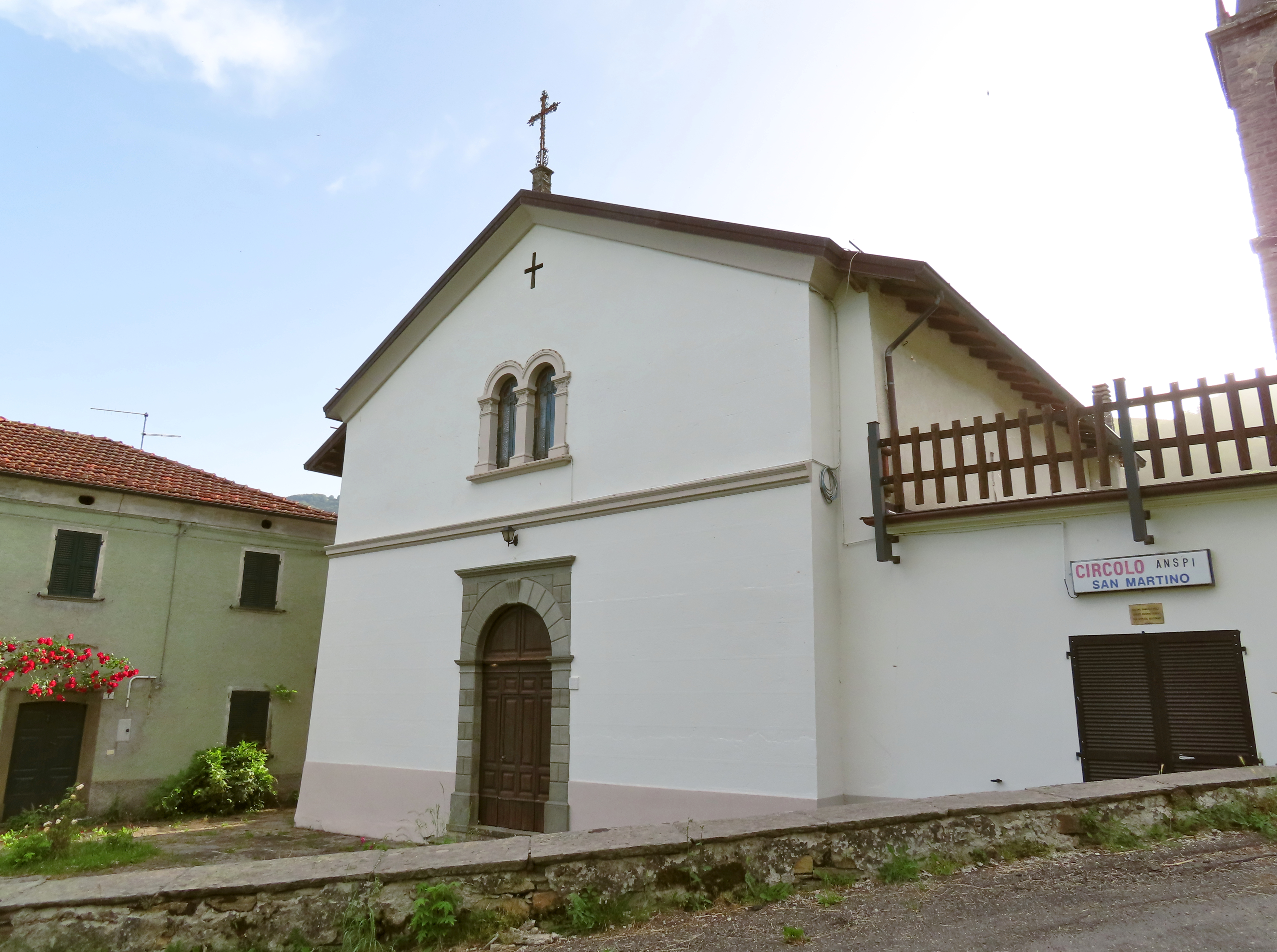
Facciata

Campanile

La chiesa si sviluppa su un impianto a navata unica affiancata da due cappelle per parte, con ingresso a est e presbiterio absidato a ovest.
La simmetrica facciata a capanna, quasi interamente intonacata, è suddivisa in due parti da una fascia marcapiano; inferiormente è collocato nel mezzo l'ampio portale d'ingresso ad arco a tutto sesto, delimitato da un'ampia cornice rettangolare in conci regolari di pietra; superiormente si apre al centro una bifora ad arco a tutto sesto, decorata con lesene alle estremità; in sommità un cornicione in aggetto corre lungo gli spioventi del tetto.
Dal fianco destro aggetta per tutta la lunghezza il centro parrocchiale, con copertura piana; dal lato opposto emerge sul fondo il volume della sagrestia.
Sul fondo si allunga il presbiterio absidato, illuminato da due finestre rettangolari ai lati e da un'apertura a lunetta al centro.
Isolato si eleva a nord-ovest il campanile in pietra, ornato con lesene sugli spigoli; la cella campanaria si affaccia sulle quattro fronti attraverso ampie monofore ad arco a tutto sesto; in sommità si staglia un'alta e aguzza guglia conica nel mezzo, circondata da quattro piccole guglie alle estremità.
All'interno la navata, coperta da una volta a botte lunettata riccamente decorata con affreschi realizzati da Gino Triglia, è affiancata da una serie di lesene coronate da capitelli dorici, a sostegno del cornicione perimetrale in aggetto; sulla prima e sulla terza e ultima campata si aprono attraverso arcate a tutto sesto le cappelle laterali.
Il presbiterio, lievemente sopraelevato, è preceduto dall'ampio arco trionfale dipinto; l'ambiente, chiuso superiormente da una volta a botte lunettata ornata con tempere eseguite da E. Lagasi, ospita nel mezzo l'altare maggiore a mensa su pilastrini scolpiti; sul fondo l'abside è coperta dal catino dipinto.
Le cappelle sulla destra sono dedicate al confessionale e alla Madonna, mentre quelle sulla sinistra sono intitolate al battistero e alla Madonna Addolorata.